# Katedrála svatého Jana Křtitele (Varšava)

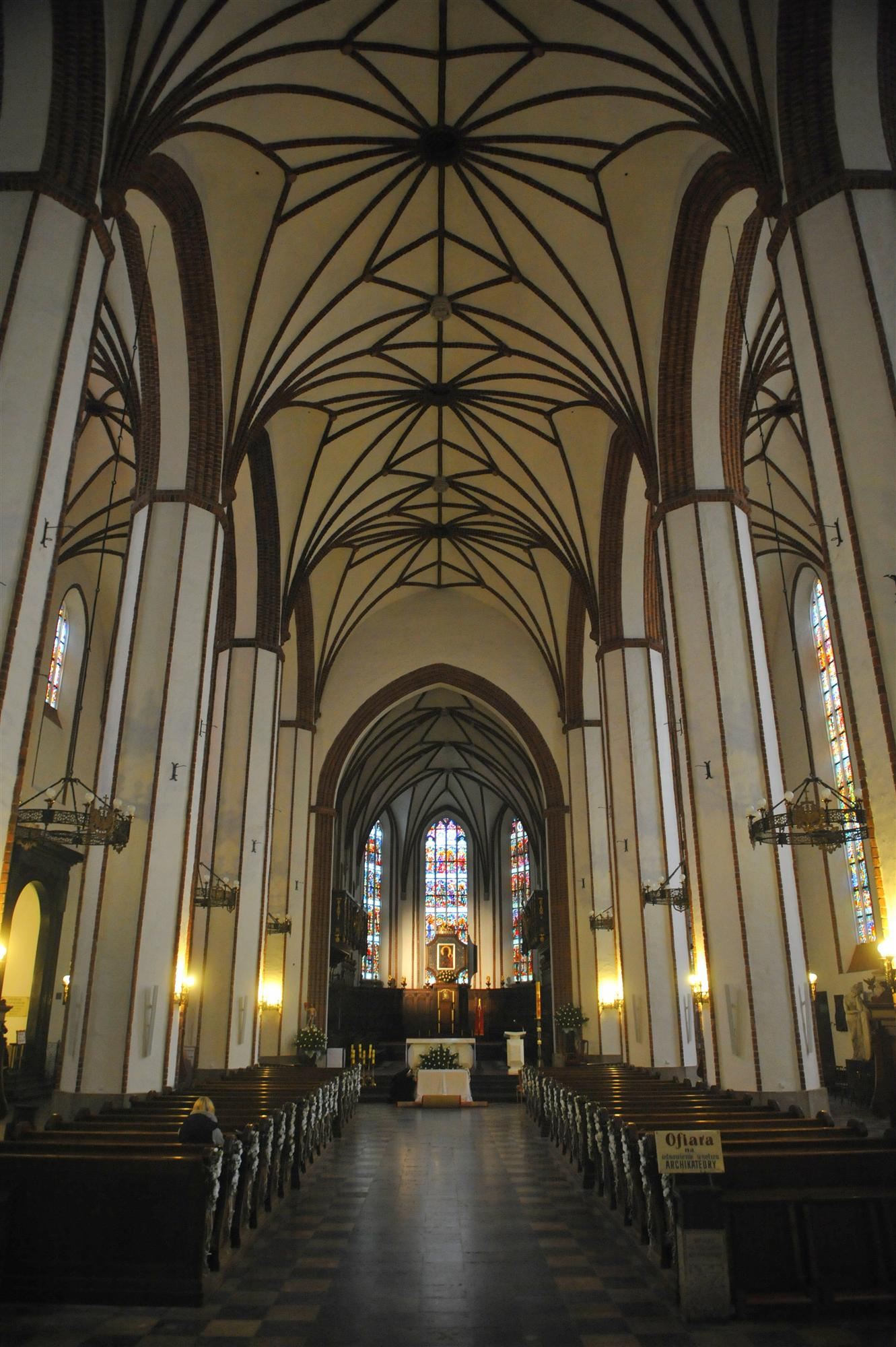
Bazylika archikatedralna św. Jana Chrzciciela w Warszawie

Arcikatedrála svatého Jana Křtitele ve Varšavě (polsky: Bazylika archikatedralna św. Jana Chrzciciela w Warszawie) je římskokatolická katedrála ve stylu cihlové gotiky v polském hlavním městě Varšavě. Katedrála je sídelním kostelem arcibiskupa varšavského. Jde o jednu ze tří římskokatolických katedrál ve Varšavě, která je ovšem jako jediná katedrálou metropolitní.

## Popis
Jelikož během druhé světové války byla katedrála stejně jako velká část Varšavského starého města zničena, byla po válce provedena její historizující (nikoliv předválečná) rekonstrukce. Společně s obnoveným Starým městem a královským hradem je katedrála zapsána na seznamu světového kulturního dědictví UNESCO.

## Královské korunovace
- královna Cecílie Renata Habsburská, 13. září 1637
- královna Eleonora Marie Josefa Habsburská, 29. září 1670
- král Stanislav I. Leszczyński A královna Kateřina Opalinská, 4. října 1705
- král Stanislav II. August Poniatowski, 25. listopad 1764

## Pohřbené osobnosti
- král
  - Stanislav II. August Poniatowski
- prezidenti
  - Gabriel Narutowicz
  - Ignacy Mościcki
- knížata
  - Stanislav Mazovský
  - Januš III. Mazovský
- duchovní
  - August Hlond
  - Józef Glemp
  - Stefan Wyszyński
- Henryk Sienkiewicz, nositel Nobelovy ceny za literaturu
- Marcello Bacciarelli, pozdně barokní a klasicistní malíř
- Stanisław Małachowski, první polský premiér
- Adam Kazanowski, šlechtic a královský maršálek
- Kazimierz Sosnkowski,  polský generál
- Ignacy Jan Paderewski,  polský klavírista, hudební skladatel, politik a státník v roce 1919 premiér Polské republiky